# Індуно-Олона
Індуно-Олона (італ. Induno Olona) — муніципалітет в Італії, у регіоні Ломбардія,  провінція Варезе.
Індуно-Олона розташоване на відстані близько 530 км на північний захід від Рима, 55 км на північний захід від Мілана, 4 км на північ від Варезе.
Населення — 10 354 особи (2014).
Покровитель — святий Іван Хреститель.

## Демографія
Населення за роками:

Станом на 1 січня 2023 року в муніципалітеті офіційно проживало 608 іноземців з 60 країн, серед них 96 громадян країн Євросоюзу та 44 громадяни України.

## Сусідні муніципалітети
- Арчизате
- Бринціо
- Вальганна
- Варезе